# Теодор Синкел
Теодор Синкел (грч. Θεοδωρος Συγκελλος) је био византијски свештеник, дипломата и писац који је живео у првој половини 7. века. 
Теодор је био високи духовник у Цариграду 620-их година. Он је био на дужности синкела и тако је деловао као веза између цара Ираклија (610-641) и патријарха Сергеја.
Сачуван је спомен на Теодорову беседу о Богородичином велу поводом његовог привременог премештања из цркве Влахерне у Аја Софију, када су Авари и Словени напали предграђе Цариграда 619. или 623. године. Теодорово ауторство се понекад доводи у питање, јер многи рукописи остављају текст анонимним, али је општеприхваћено. Теодор генерално назива вео као „одећу“ (εσθης). Према предању, украли су је од једне јеврејске удовице патрицији Галбиос и Кандидос и била је иста одећа у којој је Марија дојила Исуса док је био беба.
Према Ускршњој хроници, Теодор је био члан посланства послатог кагану Авара 2. августа 626. године, на почетку опсаде Цариграда. После повлачења Авара и Словена, патријарх Сергеј му је наложио да напише беседу о опсади. Проповед је у рукописима анониман, али је општеприхваћено њено приписивање Теодору. У потпуности користи библијски језик, посебно Исаију 7:1–9 и њен извештај о опсади Јерусалима за време Ахазове владавине. Проповед је имала велики утицај на Белум Аварицум Георгија Писиде.
Описујући опсаду Цариграда из 626. год. од стране Персијанаца са истока и Аваро-Словена са запада, Синкел о Аваро-Словенима каже следеће: „Западни непријатељ, одвратно недоношче, које домаћи варвари називају хаган, кроз више дана приближаваше се самим зидинама града, водећи безбројно мноштво племена која оружјем прекрилише копно и море“. Мало даље Синкел каже: „Стога je он са краја земље па све до мора испружио своје крвљу умазане руке. Море претвори у копно разбојничким пловилима, a земљу прекрили коњицом и пешадијом, желећи да овај Јерусалим нападне са свих страна. A шта га успали до тог лудила? И ко му усади ту крваву убилачку мисао“.
Аварско-словенски поход на Цариград Синкел објашњава греховима Ромеја као u похлепом самог аварског кагана. Ево шта о томе каже: „И то je он наумио и извршио и прикупио je сав потчињени му варварски живаљ, земљу и море исџунио je пленима дивљим који од ратовања живе“. Мало даље описујући мноштво аваро-словенске војске Синкел каже: „На једног нашег војника долазило je no сто и више варварских, све обучених у оклопе, све заштићених шлемовима и са сваковрсним ратним справама“.
Након неколико напада аварско-словенске војске на град, уследили су преговари који су били уобичајени у сваком рату. Пошто су се преговори завршили безуспешно, аварски каган је запретио да ће наредног дана аваро-словенској војсци као испомоћ доћи персијска војска: „То он рече и, припретивши још горим, додаде да ћемо ми, уколико што брже не изиђемо из града, још сутра гледати како персиска војска долази пред зидине да помогне тиранину (хагану). И доиста, ми сами видесмо Персијанце које je послао Шахрбараз, и како дарове носе, а чусмо да они и уговор склопише тако да ће се послати словенски моноксили и у њима да ће се преко мора превести персиска војска из Халкедона“.
„Кад зађе сунце и паде ноћ, они проклетници запале корњаче, триболе, хелеполе, дрвене куле и све справе и сва бацачка оруђа, потпуно све, било што су на колима довезли било што су ту изградили“.
Беседа се завршава опширним доказавањем да пораз здружених војски Авара, Словена и Персијанаца представља испуњење неких пророчанстава из Старог завета.